# Clairvius Narcisse
Clairvius Narcisse (L'Estère, 2 de enero de 1922-Haiti, 1994) fue un ciudadano haitiano que dijo haber sido convertido en un zombi mediante el uso de una combinación de drogas. Su caso provocó un considerable interés y algunas investigaciones científicas.

## Historia
Según informes, Clairvius fue envenenado con una mezcla de diversos venenos naturales para simular su muerte. Se ha alegado que el instigador de la intoxicación fue su hermano, con quien había tenido una disputa por la venta de unas tierras. Según su relato, luego de esa discusión, empezó a escupir sangre y sufrir de náuseas en abril de 1962. Después de su «muerte» y posterior entierro el 2 de mayo de 1962, su cuerpo fue desenterrado y se le dio una pasta hecha de datura, la cual en determinadas dosis tiene efectos disociativos y alucinógenos y puede causar pérdida de memoria. Su nuevo «amo», un bokor / bòkò (brujo) le obligó, junto con muchos otros zombis esclavos, a trabajar en unas plantaciones de azúcar hasta que el brujo murió asesinado en 1964. Luego de aquello y de que las dosis regulares del alucinógeno cesaron, Clairivius finalmente recuperó la cordura, a diferencia de muchos otros que sufrieron daños en el cerebro permanentes y esperó a que su hermano falleciera para volver con su familia en 1980. El 18 de enero de 1980 fue encontrado vagando, semidesnudo y en un estado de shock en las afueras de su pueblo natal: L'Estère / Lestè. Según fuentes y literaturas, Clairvius falleció por segunda vez en 1994. Antes de eso, visitó un hospital de recursos bajos donde fue examinado.

## Literatura y cine
La historia de Narcisse fue popularizada en el libro La serpiente y el arco iris por Wade Davis, quien en la actualidad es un «explorador en residencia» de National Geographic. Aunque muchos critican y sospechan del trabajo de Davis, desde su moral, como se detalla en el libro, impidió que se llevaran a cabo ciertos experimentos científicos necesarios para probar su hipótesis de que Clairvius Narcisse fue drogado con una neurotoxina que simula la muerte. El veneno aparentemente utilizado provenía del pez globo, que produce una conocida y muy documentada neurotoxina (Tetrodotoxina) que causa parálisis y en forma modificada puede simular la muerte a través de la reducción del metabolismo y de la frecuencia cardíaca. Las secreciones de la caña de sapo venenoso Bufo marinus fue utilizado aparentemente como anestésico acompañando las drogas, mientras que al resucitar, la droga que controlaba su mente se dice que estaba hecha a partir de la maleza Datura stramonium.
A la vez, el libro de Davis fue llevado a la pantalla grande en 1987 por Wes Craven bajo el mismo nombre